# Binho Galinha
Kleber Cristian Escolano de Almeida, conhecido como Binho Galinha (Milagres, 17 de novembro de 1977), é um político brasileiro, filiado ao Partido Renovação Democrática (PRD). Nas eleições de 2022, foi eleito deputado estadual pela Bahia.

## Controvérsias

### Prisão em 2011
Em 2011, Binho Galinha foi preso pela Polícia Civil em uma operação que visava desarticular uma quadrilha de roubos de carros em Feira de Santana. À época, Binho Galinha era dono de uma loja de autopeças no município, no local foram apreendidos veículos de luxo e um caminhão roubado.

### Investigação pela polícia em 2023
Em dezembro de 2023, a Polícia Federal cumpriu em Feira de Santana, reduto eleitoral do parlamentar, um mandato de busca e apreensão contra ele. Binho Galinha está sendo acusado de pertencer a um grupo de milicianos acusados dentre outros crimes de lavagem de dinheiro obtido no jogo do bicho, agiotagem, extorsão, e receptação qualificada.

## Desempenho eleitoral
| Ano  | Eleição            | Partido  | Candidato a       | Votos  | %     | Resultado | Ref   |
| ---- | ------------------ | -------- | ----------------- | ------ | ----- | --------- | ----- |
| 2022 | Estaduais na Bahia | PATRIOTA | Deputado Estadual | 49.834 | 0,63% | Eleito    | [ 5 ] |